# Benedikt Fink
Benedikt Fink OCist (* 27. Jänner 1969 in Feldbach, Steiermark als Karl Fink) ist ein österreichischer römisch-katholischer Ordenspriester. Er war von 2015 bis 2017 Administrator des Stiftes Rein.

## Leben
Benedikt Fink wurde am 27. Jänner 1969 in Feldbach, einer Stadt in der Südoststeiermark, geboren und wuchs in Gleisdorf auf. Er maturierte am Grazer Bischöflichen Gymnasium und trat im November 1987 in das Stift Rein ein, wo er seinen Ordensnamen Benedikt erhielt, der an Benedikt von Nursia erinnert. Im Anschluss an seine Matura studierte er Theologie an den Universitäten Salzburg, Graz und Innsbruck und wurde im Jahre 1997 von Bischof Johann Weber zum Priester geweiht. Seine Kaplanszeit verbrachte Fink von 1997 bis 2004 in der Stiftspfarre Rein, ehe er 2004 Pfarrer in Gratkorn und seit 2010 zudem Pfarrer in Semriach wurde.
Nach der Resignation des amtierenden Abtes Christian Feurstein wählte der Reiner Konvent am 5. März 2015 Fink unter Vorsitz von Abtpräses Wolfgang Wiedermann für ein Jahr zum Administrator des Stiftes. Am 25. April 2016 wurde seine Amtszeit für zwei Jahre verlängert. Am 25. September 2017 übergab Fink dem Heiligenkreuzer Abt Maximilian Heim die Verantwortung für das Kloster.